# Patrik Štefan
Patrik Štefan (* 16. September 1980 in Příbram, Tschechoslowakei) ist ein ehemaliger tschechischer Eishockeyspieler, der im Verlauf seiner aktiven Karriere zwischen 1996 und 2007 unter anderem 455 Spiele für die Atlanta Thrashers und die Dallas Stars in der National Hockey League (NHL) auf der Position des Centers bestritten hat. Štefan wurde im NHL Entry Draft 1999 an der ersten Gesamtstelle von den Atlanta Thrashers ausgewählt.

## Karriere
Štefan begann seine Profikarriere beim HC Sparta Prag. In den Jahren 1996 und 1997 nahm er bei den Junioren-Europameisterschaften teil, wo er internationale Aufmerksamkeit erregte. Bereits in seiner zweiten Spielzeit in Prag wurde er von den Long Beach Ice Dogs in die International Hockey League (IHL) geholt. Er erhielt 1998 einen Probevertrag über 25 Spiele, dies sollte eigentlich nur die Zeit der Olympiapause bei seinem Heimatverein in Prag überbrücken und Štefan die Möglichkeit geben, sich in Nordamerika zu präsentieren. Zehn Assists und fünf Tore verbuchte er dabei. Er wurde zu diesem Zeitpunkt zu den wahrscheinlichsten ersten fünf NHL-Draftpicks im folgenden NHL Entry Draft 1998 gerechnet. Aufgrund seines Geburtstages verpasste er das Mindestalter für den Draft um einen Tag, sodass Štefan erst ein Jahr später zur Wahl stehen sollte. Derweil hatte Štefan bei den Ice Dogs sehr viel Eiszeit und auch Einsätze in den Special Teams erhalten, die ihn als spielmachenden Center aufbauten.
Eine Rückkehr nach Europa kam für Štefan nicht mehr in Frage und er verpflichtete sich für eine weitere Spielzeit bei den Long Beach Ice Dogs. Sein Vertrag sah vor, dass Štefan für die Teilnahme an der U20-Junioren-Weltmeisterschaft 1999 von den Ice Dogs beurlaubt werden sollte. Aufgrund einer Halsverletzung im November 1998 fiel Štefan jedoch für längere Zeit aus und nahm nicht an den Titelkämpfen teil. In dieser Saison absolvierte er nur 33 Spiele, überzeugte dabei jedoch mit insgesamt 35 Punkten. Beim NHL Entry Draft 1999 wurde er als Gesamterster von den Atlanta Thrashers gezogen.
Die Thrashers setzten Štefan in der Saison 1999/2000 sofort ein. In seiner ersten Spielzeit in der NHL konnte Štefan den hohen Erwartungen, die die Öffentlichkeit, die Vereinsoffiziellen und seine Mitspieler an ihn stellten, nicht gerecht werden. Er schloss die Saison mit nur fünf Toren und 20 Assists ab. Die folgende Saison wurde Štefan für kurze Zeit in die American Hockey League degradiert und lief für fünf Spiele für die Chicago Wolves, dem Farmteam der Atlanta Thrashers, auf. Der Tscheche kehrte alsbald zu den Thrashers zurück und wurde wieder mit steigenden Eiszeiten aufgebaut. In den folgenden Spielzeiten bildete Štefan oft eine Reihe mit Ilja Kowaltschuk und Dany Heatley, die drei bzw. ein Jahr jünger als Štefan waren. Die drei wurden deshalb oft die „Kid Line“ genannt.
Nach fünf Spielzeiten bei den Thrashers kam für Štefan ein Wechsel. Die NHL-Teams schlossen während des Lockouts in der NHL-Spielzeit 2004/05 ihre Spieler aus. Štefan suchte sich daraufhin einen neuen Arbeitgeber in Europa und spielte bei Ilves Tampere in der finnischen SM-liiga. In 37 Spielen in der Hauptrunde erreichte Štefan 13 Tore und 28 Assists. In den sieben Playoff-Spielen bis zum Ausscheiden von Tampere fügte er noch ein Tor und sieben Assists hinzu. Nach der Saison in Finnland kehrte Štefan in die NHL zurück und lief im Spieljahr 2005/06 wieder für die Thrashers auf. Im Sommer 2006 tauschten die Thrashers Štefan gemeinsam mit dem slowakischen Verteidiger Jaroslav Modrý gegen den Finnen Niko Kapanen und ein Siebtrunden-Wahlrecht im NHL Entry Draft 2007 mit den Dallas Stars. In Dallas plagten ihn in der Saison 2006/07 mehrere Verletzungen, weshalb er nur 41 Spiele bestritt und dabei elf Punkte erzielte.
Sein Vertrag in Dallas wurde im Sommer 2007 nicht verlängert und da ihn bis August auch kein anderes NHL-Franchise verpflichtet hatte, unterschrieb er beim SC Bern aus der Schweizer National League A (NLA). Nach nur drei Spielen und einem Tor für den SC Bern musste Stefan seine Karriere aufgrund einer chronischen Verletzung im Oktober desselben Jahres umgehend beenden.

### International
Štefan spielte im Nachwuchsbereich für Tschechien bei den U18-Europameisterschaften 1996 und 1997 sowie der U20-Weltmeisterschaft 1998. Mit der tschechischen A-Nationalmannschaft nahm er lediglich an der Weltmeisterschaft 2006 teil. Dort wurde er mit dem Team Vizeweltmeister, wozu er in neun Turnierspielen einen Treffer beisteuerte.

## Erfolge und Auszeichnungen
- 2006 Silbermedaille bei der Weltmeisterschaft

## Karrierestatistik

### International
Vertrat Tschechien bei:
- U18-Junioren-Europameisterschaft 1996
- U18-Junioren-Europameisterschaft 1997
- U20-Junioren-Weltmeisterschaft 1998
- Weltmeisterschaft 2006

(Legende zur Spielerstatistik: Sp oder GP = absolvierte Spiele; T oder G = erzielte Tore; V oder A = erzielte Assists; Pkt oder Pts = erzielte Scorerpunkte; SM oder PIM = erhaltene Strafminuten; +/− = Plus/Minus-Bilanz; PP = erzielte Überzahltore; SH = erzielte Unterzahltore; GW = erzielte Siegtore; 1 Play-downs/Relegation; Kursiv: Statistik nicht vollständig)